# Вршацкие горы
Вршацкие горы (серб. Вршачке планине, рум. Munţii Vârşeţ) — цепь гор на востоке сербской Воеводины, точнее в Банате и частично в Румынии. Горы простираются на 19 километров и занимают площадь в 170 км², из них 48 км² располагаются в Румынии. Вршацкие горы имеют форму арки — горы находятся в центре, а холмы тянутся в направлении севера и юга. Самой высокой горой является Гудурички-Врх, её высота составляет 641 метр над уровнем моря.
На территории Вршацких гор растёт 1017 видов растений, из которых семь занесены в Красную книгу Сербии, как редкие или исчезающие. На склонах гор растут дубовые, липовые, кленовые, буковые, сосновые леса и т.д. Также там произрастают лекарственные растения.
Для защиты природы Вршацких гор в 1982 году был организован природный парк. В декабре 2005 года скупщина общины Вршац приняла решение о защите площади в 4408 га. Работы поручены вршацкой компании «JП Варош».

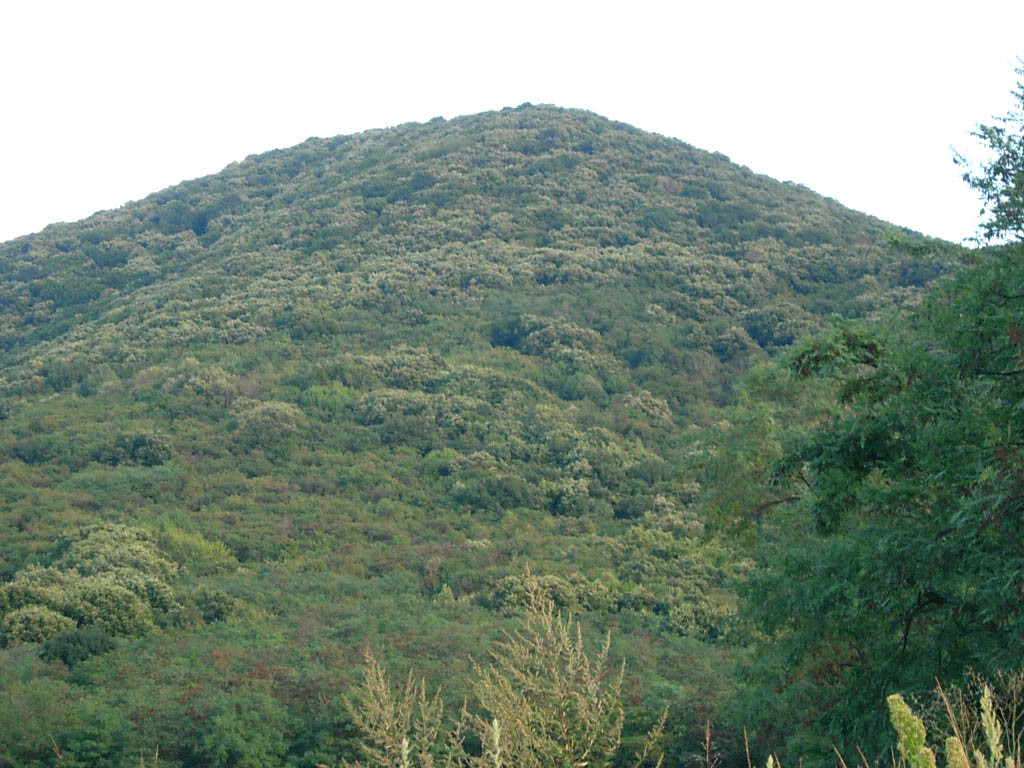
Гудурички-Врх
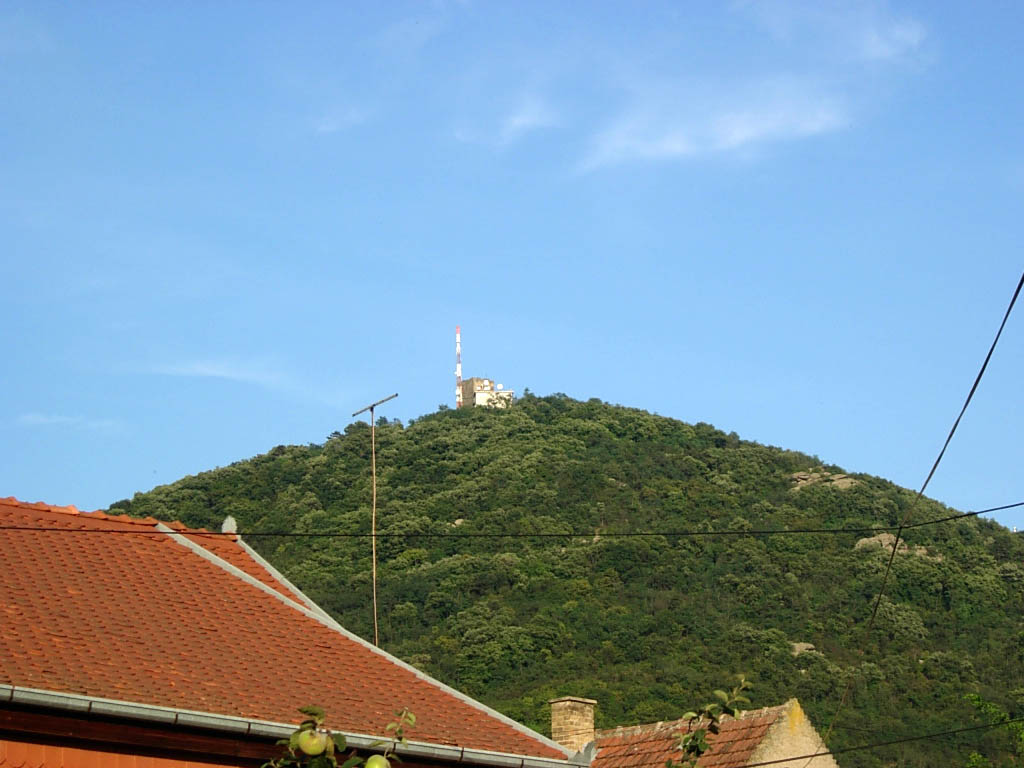
Вршацкая башня